# Walensee
Walensee (fr. Lac de Walenstadt, romansz Lai Rivaun) – jezioro we wschodniej Szwajcarii, na granicy kantonów St. Gallen i Glarus. Wzdłuż północnego brzegu jeziora rozciąga się pasmo górskie Churfirsten. Głównymi miejscowościami położonymi nad Walensee są Walenstadt oraz Weesen.
Na wschodzie jezioro zasilane jest przez rzekę Seez. Na zachodzie do Walensee kanałem Escherkanal trafiają wody rzeki Linth, wypływające znajdującym się również na zachodzie kanałem Linthkanal.
Południowym brzegiem jeziora przebiega autostrada A3.